# 李支揚
李支揚（1561年—1617年），字公遠，號澮陽，河南歸德府永城縣人，軍籍，明朝政治人物。

## 生平
萬曆三十一年（1603年）癸卯科河南鄉試第二十一名舉人，三十五年（1607年）丁未科進士。吏部觀政，授曹縣知縣，四十年（1612年）任山東鄉試同考官，四十一年（1613年）升兵部武選司主事，四十五年（1617年）升郎中，同年丁父憂，行至濟寧州，哭父過哀，痰塞不出而卒，享年五十七歲。

## 家族
曾祖李琛，巴州同知；祖父李良幹；父李楫，壽官。母張氏；繼母蔣氏。具慶下。從兄李支郁，從弟李支潁、李支奕，弟李支振、李支拯、李支掄、李支捷。
子李胤嵒，崇禎十二年舉人，順治三年進士。